# مدينة البوتاس
مدينة بوتاس هي مدينة صغيرة في الأردن بالقرب من الشاطئ الجنوبي الشرقي للبحر الميت. يقع بالقرب من مرافق تعدين الملح في شركة البوتاس العربية.

## وصلات خارجية
- الصور
- http://www.crazyguyonabike.com/doc/page/?o=3Tzut&page_id=102885&v=2t